# Lolo Jones
Lolo Jones, född 5 augusti 1982, är en amerikansk häcklöpare och bobåkare. Hon kom sexa i VM-finalen i Osaka 2007 och vann 60 meter häcklöpning vid IVM i Valencia 2008. Jones blev den näst snabbaste amerikanskan på 60 meter häck genom tiderna med tiden 7, 77 när hon slutade tvåa bakom Susanna Kallur då den senare satte det nu gällande världsrekordet i Karlsruhe. Vid inomhus-VM i Doha 2010 satte Jones nordamerikanskt rekord med 7,72.
Vid de amerikanska OS-uttagningarna i Eugene den 5 augusti 2008 sprang Jones 100 meter häck på tiden 12,29. Loppet genomfördes i kraftig medvind (+ 3,8 m/sek) så tiden räknas inte som rekord. Emellertid är tiden den näst snabbaste som någon har sprungit i medvind och den snabbaste tiden på sex år (godkända såväl som ej godkända tider på distansen).
Vid de Olympiska sommarspelen 2008 i Peking var Jones favorit till segern på 100 meter häck efter att sprungit på 12,43 i semifinalen. I finalen slog Jones i den näst sista häcken och slutade först på en sjunde plats. 
Inför OS 2014 i Sotji var Jones uttagen till amerikanska boblandslaget.

## Personbästan
- 100 meter häck: 12,43
- 100 meter: 11,24
- 60 meter häck: 7,72 (gällande nordamerikanskt rekord per mars 2010)